# لژیون داوطلبان فرانسوی علیه بلشویسم
لژیون داوطلبان فرانسوی علیه بلشویسم (فرانسوی: Légion des volontaires français contre le bolchévisme‎ یا به اختصار LVF) یک واحد نظامی متشکل از داوطلبان فرانسه ویشی برای شرکت در حمله آلمان به اتحاد جماهیر شوروی بود که به عنوان بخشی از ارتش آلمان (ورماخت) در کنار واحدهای آلمانی در جبهه شرقی (جنگ جهانی دوم) جنگیدند. این به عنوان هنگ ۶۳۸ پیاده‌نظام (Infanterieregiment 638) شناخته می‌شد. این واحد هرگز در مقابل هموطنان فرانسوی خود نجنگید.

## مطالعه بیشتر
- Carrard, Philippe (2010). The French Who Fought for Hitler: Memories from the Outcasts. Cambridge: Cambridge University Press. ISBN 978-0-521-19822-6.
- Beyda, Oleg (2016). "'La Grande Armeé in Field Gray': The Legion of French Volunteers Against Bolshevism, 1941". Journal of Slavic Military Studies. 29 (3): 500–18.